# Cerro Atravesada

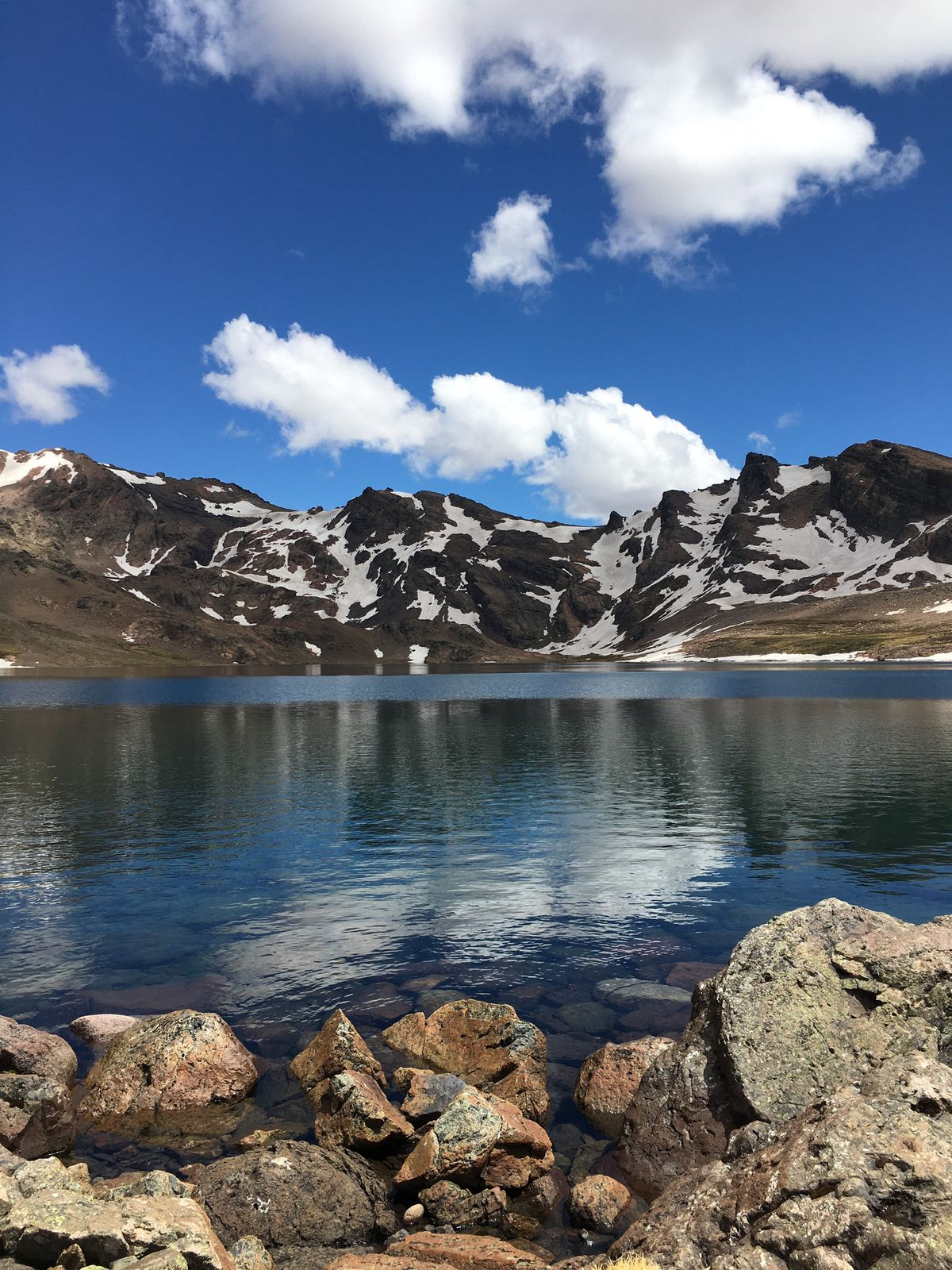
Trekking - Laguna y Cerro La Atravesada (Mes de Noviembre).

El cerro Atravesada, conocido además como El Atravesado, se encuentra en la Sierra del Chachil precordillera Neuquina, provincia del Neuquén en la República Argentina, tiene una altitud de 2.590 m, se encuentra al sur de la Ruta Provincial N.º 13, en inmediaciones del Portezuelo de la Atravesada, lugar donde se encuentra dicha ruta, que desde Zapala, (de este a oeste) tiene el objetivo de comunicar la zona del Lago Aluminé y lago Moquehue y Villa Pehuenia, pasando por Primeros Pinos, además esta ruta comunica con la República de Chile por el paso Icalma. Está clasificado geológicamente como orográfico. En este inmediaciones de este cerro se encuentra una laguna, la Laguna del cerro Atravesada.